# Adamu
Adamu (in accadico 𒀀𒁕𒈬, A-da-mu; fl. XXV secolo a.C.) è stato un sovrano dell'Assiria.
È stato secondo la Lista reale assira (AKL) il secondo monarca assiro, anche se non è attestato in nessun manufatto. È elencato tra i "17 re che vivevano in tenda" nelle Mesopotamian Chronicles.
Adamu succedette a Tudiya. L'assiriologo Georges Roux ha scritto che Tudiya sarebbe vissuto nel XXV secolo a.C. e il primo uso conosciuto del nome "Adamo" come nome storico reale è proprio il re assiro Adamu. Come nel caso del suo predecessore, l'esistenza di Adamu rimane non confermata dall'evidenza archeologica e non è corroborata da nessuna altra fonte oltre la AKL.